# Grosser Preis des Kantons Aargau 1980
Il Grosser Preis des Kantons Aargau 1980, diciassettesima edizione della corsa, si svolse il 1º agosto su un percorso di 200 km, con partenza e arrivo a Gippingen. Fu vinto dal belga Patrick Pevenage della DAF Trucks-Lejeune davanti al suo connazionale Willy Teirlinck e all'olandese Piet van Katwijk.

## Ordine d'arrivo (Top 10)
| Pos. | Corridore         | Squadra              | Tempo    |
| ---- | ----------------- | -------------------- | -------- |
| 1    | Patrick Pevenage  | DAF Trucks-Lejeune   | 4h47'18" |
| 2    | Willy Teirlinck   | Safir-Ludo           | a 3"     |
| 3    | Piet van Katwijk  | Ti-Raleigh-Creda     | s.t.     |
| 4    | Roberto Ceruti    | Gis Gelati           | s.t.     |
| 5    | Jos Schipper      | Marc-Carlos          | s.t.     |
| 6    | Sergio Santimaria | Hoonved-Bottecchia   | s.t.     |
| 7    | Alvaro Crespi     | Hoonved-Bottecchia   | s.t.     |
| 8    | Daniel Gisiger    | Miko-Mercier-Vivagel | s.t.     |
| 9    | Bert Oosterbosch  | Ti-Raleigh-Creda     | s.t.     |
| 10   | Josef Fuchs       | Gis Gelati           | s.t.     |